# La Vierge d'Argos
Pour plus de détails, voir Fiche technique et Distribution.
La Vierge d'Argos est un film muet français réalisé par Louis Feuillade et sorti en 1911.

## Fiche technique
- Titre : La Vierge d'Argos
- Réalisation : Louis Feuillade
- Scénario : Louis Feuillade
- Photographie : Albert Sorgius
- Montage :
- Producteur :
- Société de production : Société des Établissements L. Gaumont
- Société de distribution :  Société des Établissements L. Gaumont
- Pays de production :  France
- Langue : film muet avec les intertitres en français
- Métrage : 300 mètres
- Format : Noir et blanc — 35 mm — 1,33:1 — Muet
- Genre : Film dramatique
- Durée : 10 minutes
- Date de sortie : 
  - France : 6 octobre 1911
  - États-Unis : 23 décembre 1911

## Distribution
- Yvette Andréyor
- Renée Carl
- Luitz-Morat
- Henri Varna
- Edmond Bréon